# Floris van Ligne
Florent (Floris) van Ligne (13 augustus 1588 - Brussel, 17 april 1622) was een Zuid-Nederlands edelman uit het huis Ligne.

## Leven
Florent was de enige overlevende zoon van Lamoraal I van Ligne en Anna Maria van Melun.
Als erfgenaam van zijn vader draagt hij de titel Markies van Roubaix, die samen met het prinsdom Épinoy in de familie is gekomen.
In 1608 trouwt hij in Nancy met Louisa Van Lotharingen, dochter van Hendrik van Lotharingen, graaf van Chaligny, en Claude, markiezin van Moy.
Met de bruidsschat koopt hij het prinsdom Amblise.
Door zijn vroege dood zouden de prinsdommen Ligne, Amblise en Épinoy, zoals ze voortaan samen worden genoemd, bij de dood van zijn vader overgaan op zijn zoon Albert Henri, die dan negen jaar oud is.
De marmeren graftombe van Florent en van zijn moeder bevindt zich in de kerk van Antoing.
Na zijn dood trekt zijn weduwe zich terug in het capucinessenklooster in Bergen dat ze had gesticht.

## Kinderen
- Albert Henri van Ligne (1615-1642)
- Claude Lamoral I van Ligne (1618-1679)
- Marie-Charlotte †1625

## Voorouders
| Voorouders van Floris van Ligne | Voorouders van Floris van Ligne                                 | Voorouders van Floris van Ligne                                 | Voorouders van Floris van Ligne                                   | Voorouders van Floris van Ligne                                   | Voorouders van Floris van Ligne                                              | Voorouders van Floris van Ligne                                              | Voorouders van Floris van Ligne                                              | Voorouders van Floris van Ligne                                              |
| ------------------------------- | --------------------------------------------------------------- | --------------------------------------------------------------- | ----------------------------------------------------------------- | ----------------------------------------------------------------- | ---------------------------------------------------------------------------- | ---------------------------------------------------------------------------- | ---------------------------------------------------------------------------- | ---------------------------------------------------------------------------- |
| Overgrootouders                 | Jacob van Ligne (1503-1552) ∞ Maria van Wassenaer (-1544)       | Jacob van Ligne (1503-1552) ∞ Maria van Wassenaer (-1544)       | Filips van Lalaing (1510-1555) ∞ Anna van Rennenberg (1521-1583?) | Filips van Lalaing (1510-1555) ∞ Anna van Rennenberg (1521-1583?) | Frans van Melun (1495-1547) ∞ Louise van Foix (1495-1534)                    | Frans van Melun (1495-1547) ∞ Louise van Foix (1495-1534)                    | Peter van Barbançon (1498-1556) ∞ Helena van Vergy (1500-1555)               | Peter van Barbançon (1498-1556) ∞ Helena van Vergy (1500-1555)               |
| Grootouders                     | Filips van Ligne (1533-1583) ∞ Margaretha van Lalaing (-1598)   | Filips van Ligne (1533-1583) ∞ Margaretha van Lalaing (-1598)   | Filips van Ligne (1533-1583) ∞ Margaretha van Lalaing (-1598)     | Filips van Ligne (1533-1583) ∞ Margaretha van Lalaing (-1598)     | Hugo II van Melun (1520-1553) ∞ Yolanda de Werchin de Barbançon (1521-1583?) | Hugo II van Melun (1520-1553) ∞ Yolanda de Werchin de Barbançon (1521-1583?) | Hugo II van Melun (1520-1553) ∞ Yolanda de Werchin de Barbançon (1521-1583?) | Hugo II van Melun (1520-1553) ∞ Yolanda de Werchin de Barbançon (1521-1583?) |
| Ouders                          | Lamoraal I van Ligne (1563-1624) ∞ Anna Maria van Melun (-1634) | Lamoraal I van Ligne (1563-1624) ∞ Anna Maria van Melun (-1634) | Lamoraal I van Ligne (1563-1624) ∞ Anna Maria van Melun (-1634)   | Lamoraal I van Ligne (1563-1624) ∞ Anna Maria van Melun (-1634)   | Lamoraal I van Ligne (1563-1624) ∞ Anna Maria van Melun (-1634)              | Lamoraal I van Ligne (1563-1624) ∞ Anna Maria van Melun (-1634)              | Lamoraal I van Ligne (1563-1624) ∞ Anna Maria van Melun (-1634)              | Lamoraal I van Ligne (1563-1624) ∞ Anna Maria van Melun (-1634)              |
| Floris van Ligne (1563-1624)    |                                                                 |                                                                 |                                                                   |                                                                   |                                                                              |                                                                              |                                                                              |                                                                              |